# 한국기독청년협의회
한국기독청년협의회(EYCK, Ecumenical Youth Council in Korea)는 생명과 평화가 넘치는 세상(오이쿠메네, oikoumene)를 이 땅에 이루어 가고자 결단하는 기독청년들의 연합운동단체이다. 1970년대는 군사독재 아래서 자유로운 생각과 행동들이 모두 억압받았던 고난의 시기였다. 고난받는 사람들을 보시고 가슴 아파하시며 그들과 함께 하셨던 예수 그리스도를 고백하는 기독청년들은 1976년 EYCK를 창립하여 70, 80년대에서 90년대 중반에 이르기까지 억압이 없는 민주적 사회, 사람이 사람답게 사는 인권이 존중되는 사회, 이웃의 아픔에 함께하는 사회를 위해 기도하고 활동했다. 더불어 한국교회가 예수의 길을 바르게 따르도록 애정 어린 쓴 소리도 마다하지 않았고 교회의 교회다운 변화를 위해 노력했다. 현재는 생명과 평화라는 주제를 중심으로 교회와 사회에서 더욱 빛을 발하는 기독청년들이 양성되도록 다양한 훈련과 참여 프로그램을 진행하고 있다.
한국교회의 연합정신을 실현하고 에큐메니컬 운동을 위하여 창립된 한국기독교교회협의회(NCC)의 유관기관으로 등록되어 있으며 한국기독교장로회 청년회전국연합회, 기독교대한감리회 청년회전국연합회, 대한예수교장로회(통합) 청년회전국연합회, 기독교한국루터회 청년회연합회가 연대단체로 함께 하고 있다.
한국기독청년협의회 회칙의 목적문
1. 성삼위일체이신 하나님은 한 분이시며 우리를 하나 되게 하신다. 기독청년들은 예수 그리스도의 지체인 교회가 다양성 속에서도 하나 되게 하며, 하나님과 사회 앞에 올바로 설 수 있도록 교회일치 및 교회개혁운동과 사회정의 실현에 앞장선다.
2. 외세에 의한 분단을 자주적이고 평화적으로 극복하여 민족의 염원인 통일을 실현하는 데 기여한다.
3. 회원단체와의 긴밀한 유대로 효율적인 공동사업을 통해 하나님의 선교에 앞장선다.
4. 세계교회 일치운동에 적극적으로 참여한다.

## 역사
1971년
03. 21 서울지구 교회 청년협의회(약칭, 교청협) 창립
04. 18 민주수호 기독청년협의회 결성-전국신학생협의회, 한국기독학생회총연맹(KSCF)과 함께 4.19 기독청년 결의문을 발표하고 선거참관인운동 전개
10. 15 위수령 발동 이후 조직적 억압으로 기독청년운동의 침체

1973년
07. 남산 부활절 삐라 사건(내란예비음모사건)으로 수명의 성직자와 기독청년들이 구속되고 기독청년운동이 다시 활기를 띠기 시작함
12. 08 향린교회에서 20개 교회(새문안, 경동, 수도, 양광, 제일, 창현, 초동, 향린 등)가 모여 교회청년 연합회를 재건

1974년
04. 긴급조치 9호 발동으로 민청학련 사건 발생- 대부분의 임원 구속

1976년
01. 29 충남 유성 국제여관에서 창립총회
04. ‘고난, 부활, 청년’이란 주제로 부활절 청년연합예배를 각 지구별로 실시
05.25 ‘꽃들에게 희망을’이란 주제로 세실 소극장에서 청년예수제 진행
10. 제1회 종교개혁제를 ‘가서 내게 회복하라’라는 주제로 평동교회에서 가짐

1977년
02. 09-11 ‘기독청년과 공동체의식’이란 주제로 성공회 강당에서 제4회 청년 에큐메니칼 훈련 및 제 2차 총회를 개최함
05. 청년문제협의회와 청년주간 연합예배 등 청년주간 행사를 가짐
08. 07-09 재일교포교회 청년들을 초청하여 선명회 수양관에서 재일한국인들의 제반문제와 상호 유대관계를 위하여 협의회를 가짐 (교포 11명, EYCK 14명 참석)
11. 07-08 ‘기독청년과 교회갱신’이라는 주제를 가지고 기독교회관 대강당에서 제2회 종교개혁제를 가짐(1,200명 참석)

1978년
03. 전남 신월교회에서 에큐메니칼 농촌교회 청년지도자 훈련을 가짐
05. 26-27 / 7.16-17 임마누엘 수도원에서 청년운동의 저변확대와 기독자의 주체의식 개발을 위한 ‘착한 사마리아 사람’ 훈련을 실시함

1979년
02. 22-24 수원 사회 교육원에서 제1회 한일교회 청년협의회를 개최함(한국인 15명, 재일교포 6명, 일본인 9명 참석)
05. 08 제일교회에서 노래극 “공장의 불빛” 공연

1980년
05. 30 김의기 농촌분과위원장 동포에게 드리는 글 배포 후 투신자결
06. 09 김종태 회원 민주화를 위한 유서를 남기고 분신자결

1981년
07. 06-12.16 기독청년 중간 리더쉽훈련을 전국 각지를 순회하며 총 16회 개최
11. 03-04 기독청년운동 정책협의회를 대한YMCA 다락원 캠프장에서 개최

1982년
05. 18 광주EYCK 주관으로 최초의 518 제2주기 추모예배- 17명 연행 및 구속

1983년
11. 청년예수제 - 11월을 기독청년문화의 달로 정함, 교단·지역별로 실시

1984년
06. 05-07 경기도 입석 감리교 캠프장에서 ‘민주와 평화를 향한 십자가 행진-드보라여 떨쳐 일어나라’라는 주제로 제1차 기독청년여성대회를 개최함
08. 23-25 입석 감리교 캠프장에서 제1차 교회야학 교사 수련대회를 개최함
10.19-11.24 7개 지구EYCK에서 청년문화제를 개최함

1985년
04. ‘이 땅에 평화를’이라는 주제로 부활절 청년연합예배를 지구별로 드림(6-20일까지 23개 지구에서 실시)
05. 26 춘천 EYCK 창립
06.20-24 아시아 기독청년대회가 의정부 다락원에 개최됨. 15개국 청년대표 60여명 참석
10.21-11.25 각 지구별로 청년예수제 실시. 10월 23일부터 11월 13일까지 기독청년문화선교의 기간으로 정하고 조직 지구별로 다채로운 대중 프로그램 실시(12개 지구)

1986년
04. 19-28 ‘아시아의 자주와 기독인의 사명’이라는 주제로 기장 선교교육원에서 동북아시아 지역운동 건설을 위한 모임이 10개국 20여명이 참석한 가운데 개최됨
04. 28-30 기장 선교교육원에서 한-비 기독청년협의회가 개최됨
09.07 제일교회에 대한 교회파괴 공작이 가해지고, 교단 여름선교에 가해진 폭력에 대하여 ‘폭력추방 및 선교탄압 저지를 위한 기도회’를 향린교회에서 개최함

1987년
03. 14 군산 EYCK 창립
04. 26 강진 EYCK 창립
05. 15-16 나라와 민족을 위한 서울지역 기독청년학생 동시 철야기도회 120교회, 천명 참석
05. 30 경서 EYCK 창립
06. 20-26 재일동포 인권 및 지문날인제도의 문제에 대한 지방순회 강연(서울, 부산, 목포, 전주, 인천)
08. 27 마산 EYCK 창립
10.-12. EYCK 신문 ‘민중의 힘’ 발간
10. 25 성남 EYCK 창립
11.-12. 공정선거 감시단 활동

1988년
6.- 7. 서울, 전주, 인천, 춘천, 대전 5개지구에서 평화통일을 위한 에큐메니칼 청년 평화학교 개최
9.21-11.21 14개 지구 3개 교단의 참여로 평양봉수동교회 비품기증을 위한 기독청년 1인 1천원 헌금운동 전개함

1989년
06. 23 대전 목원대학교에서 제13차 세계청년학생축전 참가단발대식 개최
06. 27-29 농촌 기독청년수련회
07. 07-11 조국통일촉진 및 민족민주운동세력 탄압분쇄를 위한 기독청년 철야 기도회
07. 03-15 농촌봉사활동
10. 14 온양·아산 EYCK 창립

1990년
03. 02-04 의정부 다락원에서 세계 각국 89명의 청년이 참석한 정의, 평화, 창조질서의 보전 세계 청년대회에 참가
10.-11. 망국적 우루과이 라운드 협상 거부를 위한 서명 및 거리캠페인을 전국적으로 실시

1991년
03. 17 안산 EYCK 창립
05. 03 김세진 열사 5주기 추모예배, 천세용 열사 대책위 구성
07. 13 강릉 EYCK 창립

1992년
03. 20 투표참여와 공명선거를 위한 전국 청년지도자 324인 선언을 발표
06. 05-06 대전 목원대학교에서 기독청년 지도력대회를 개최
09. 27-10. 05 감리교 여선교회관에서 8개국 25명 참석한 가운데 동북아 평화를 위한 아시아 기독청년협의회 개최
10. 26 민주개혁과 공정선거를 위한 청년감시단 구성·활동

1993년
04. 20 고난받는 노동자와 함께 하는 기독교대책위원회를 결성하고 기도회를 개최하여 5, 6공화국 하에서 해고된 노동자들의 복직과 원상회복을 위해 헌신할 것을 결의함
06. 07-22 아시아여성신학교육원에서 여성위원회 주최로 여성신학강좌 개최
08. 15 평화와 통일을 바라는 남북인간띠 잇기대회 1200여명 회원이 실무단과 진행요원으로 참가
10. 08-09 대전 카농회관에서 기독청년 여성지도력수련회를 개최하여 여성지도력 개발에 대한 토론을 함

1994년
04. 19-25 아시아 청년포럼 개최
07. 12 기독교회관에서 통일희년맞이 기독청년선포식을 가짐
10. UR 국회비준연기와 우리농업지키기 활동
11. 26 중촌 사회복지관에서 성공회 전국청년연합회가 재건총회를 가짐

1995년
01.- 12. 통일희년맞이 월례기도회
6. 6.27 지자제 선거 대책활동 전개
06. 08 공권력남용규탄과 한국통신노동자를 위한 기도회를 기독교회관에서 개최, 성소유린과 노동탄압 성명서 발표
08. 03-05 숭실대에서 전국기독청년 희년대회를 천여명이 참석한 가운데 개최, ‘민족의 평화와 통일을 향한 기독청년 희년선언문’ 발표
08. 07-10 한반도평화와 통일을 위한 국제심포지움을 세계19개국에서 50여명 참석한 가운데 기장선교교육원에서 개최
09.-10. 5·18특별법 제정을 위한 기독청년학생 연대회의 조직과 철야금식기도회
12. 02 국가보안법 철폐와 선교탄압 중지를 위한 기도회를 기독교회관에서 개최

1996년
02.- 06. 북한동포돕기 헌금운동 전개. 9,394,210원 취합 세계교회협의회를 통해 전달
08.-12. 안기부법 및 노동법 개악 철회운동 전개
09. 06 조직화방안을 위한 ‘예수, 조직가’ 번역 출판

1997년
04.- 06. 북한동포들에게 생명의 양식 보내기 운동
06. 23 6.25 민족화해의 날 선포기념 공연 ‘북녘동포에게 보내는 평화의 노래’를 한국교회 100주년기념관 대강당에서 800여명이 참석한 가운데 개최

1998년
02. 송파구 화훼마을 화재사건 조속한 해결과 원상복구를 위한 연대활동
04 - 06. 김홍도 목사 공직사퇴와 한국교회 개혁을 위한 단식농성
05. 15-16 ‘5.18 그 현장을 찾아서’ 기독청년광주순례

1999년
02. 28 제24차 정기총회 개최. 기하성(순복음) 청년회 가입, 재건된 광주 EYCK 재가입.
02.22 - 03.01 제10차 한일기독청년협의회를 “한일기독청년 교류 20주년 평가와 반성, 그리고 공동의 비전”이라는 주제로 한국교회100주년 기념관과 한우리교회에서 개최
08.06 - 08.26 제2회 평화통일학교 백두산기행

2000년
02. - 2001.01.26 에큐메니칼 리더쉽 개발을 위한 훈련 프로그램을 1단계에서부터 4단계까지의 훈련을 국내, 해외(인도)에서 진행
07.31 - 08.04 참여와 성숙을 위한 디아코니아 2000대회를 전북 무주군 안성면 진도리 일대에서 개최
08.-12. 이랜드 노조탄압과 비정규직 철페 및 숭실대 철거민 지원 활동

2001년
07.23 - 08.04 제4기 평화통일학교를 ‘참여와 성숙을 위한 디아코니아 2001’이라는 이름으로 개최
03.26 - 04.01 제1차 한·일·재일 기독청년 공동연수 프로그램을 제주에서 개최
06. 16 615공동선언 실천 및 한반도평화정착을 위한 기독청년학생 결의대회
06. CBS 정관 개정, 권호경 사장의 3선연임 반대 활동
10. 28 아시아 청년주일 기념예배를 ‘주기도문대로 사는 삶’이라는 주제로 외국인노동자와 함께 갈릴리교회에서 개최

2002년
06. 월드컵 평화지킴이 활동을 마로니에 공원에서 지속
10.-11. 평화감수성 일깨우기 프로그램을 강좌, 캠프, 기행 등의 다양한 형식으로 진행
12. 09-31 소파개정 및 부시사과를 요구하는 기독청년 금식기도 릴레이 활동(2003년 1월 14일, 한겨레신문 게재)

2003년
01. 02-29 인도 캘거타, 오릿사주에서 해외봉사단 활동
02.24 - 03.04 한일 공동연수 프로그램을 매향리 미공군 폭격훈련장, 오두산 통일전망대, 임진각 일대에서 진행
10.21 - 04.01.15 기독청년평화학교 ‘다함께 평화로이 살 수 있기를’ (다평화)를 총7강으로 서울제일교회에서 개최

2004년
03. 29-31 기독교사회포럼을 일영 감리교연수원에서 “변화된 세계와 기독교사회운동의 재구성”이라는 주제로 개최
05.04 - 06.22 기독청년평화학교 ‘다함께 평화로이 살 수 있기를’ (다평화)를 총8강으로 서울제일교회에서 개최
09.20 - 10.29 국가보안법 폐지를 위한 기독인 평화걷기를 매일 정오 기독교회관에서 광화문 사이를 왕복하며 걸음
10.05 - 11.06 기독청년생명살림학교 ‘더불어 우리는 하나’ (더하나)를 총5강으로 서울제일교회에서 개최
10. 29-31 종교개혁연합기념제를 “평화 생명 연대-한국교회에 희망 불어넣기”라는 주제로 한국교회 100주년 기념관 및 나들목교회에서 개최

2005년
05.20 - 08.26 기독청년학생 비전 계발 프로젝트를 위한 현장 목회자 간담회를 향린 교회에서 개최
08. 22-27 제5차 재일한일공동연수프로그램을 생태농활 형식으로 송악교회에서 개최
09.06 - 10.11 기독청년생명살림학교 ‘더불어 우리는 하나’ (더하나)를 총7강으로 감청 대구지방(남문교회)에서 개최
10.03 - 11.04 기독청년평화학교 ‘다함께 평화로이 살 수 있기를’ (다평화)를 총6강으로 서울 송암, 월곡교회에서 개최
11.07 - 12.12 기독청년생명살림학교 ‘더불어 우리는 하나’(더하나)를 총7강으로 대전 오정교회에서 개최
06. - 08. 역사청산과 우토로 주민의 생존권을 보장 촉구하는 우토로 1인 시위와 사진전 및 모금활동 전개

2006년
03.02 - 05.17 기독청년학생 희망만들기를 조직 비전·운영·교육훈련개발 웍크샾으로 총 11회를 기독교사회문제연구원에서 진행
04.11 - 10.31 기독청년운동 비전포럼을 각 교단 사무국활동가와 선배6인이 기독청년운동 30년을 맞이하여 새로운 전망과 비전을 모색하기 위해 진행
05. 12 창립 30주년 기념예배를 “어기어차 에큐메니칼 청년의 배를 띄워라!”라는 주제로 한국교회 백주년기념관 소강당에서 개최
11.11 - 12.07 기독청년생명살림학교 ‘더불어 우리는 하나’(더하나)를 총5강으로 서울 한빛교회에서 개최

2007년
2. - 현재 기독청년 활동가모임을 대안사회·생태·여성·문화 연구·각 교단 사업 분석을 내용으로 기장선교회관 강당에서 진행
10.09 - 01.27 생명평화 주제찾기 워크숍을 총 5회에서 걸쳐 기장선교회관 및 여전도회관에서 진행
11.29 - 08.1.22 이랜드 문제해결을 위한 기독청년 촛불기도회를 홈에버 신도림점 앞 및 사랑의 교회 천막농성장에서 진행

2008년
01. 26 충남 보령시 호도에서 기독청년 서해안 방제활동
02.25 - 03.01 제6차 재일한일공동연수프로그램을 정신대 할머니와 남북화해를 주제로 광주나눔의 집, 판문점, 금강산 일대를 순례 형식으로 53명이 참여한 가운데 개최

2009년
02. 16-24 제7차 재일한일공동연수프로그램을 “하나의 억압의 현장 오키나와에 선다!”를 주제로 오키나와에서 오키나와 미군기지, 태평양전쟁 피해지역 등을 순례형식으로 45명이 참여한 가운데 실시
07. 07 1차 기독청년포럼을 “노방전도 어떻게 볼 것인가?”를 주제로 25명이 참여한 가운데 실시
09. 29 2차 기독청년포럼을 “(禁) 술 담배! 신앙의 면죄부인가?”를 주제로 20명이 참여한 가운데 실시
10. 21-24 도잔소 회의를 “한반도 화해와 평화, 통일”을 주제로 홍콩 췐완에서 4명이 참여

2010년
04. 14-20 CCA 13차 총회가 말레이시아에서 개최되어 청년총대 및 스튜어드 파송.
(스튜어드:남기평-감청)
08. 03 외기협 청년방문단과 함께 ‘한일병합100년 재일․한․일 기독청년 기도회’를 갖고 한․일간의 역사를 되돌아보고, 협력을 위한 비전을 나누며 청년들의 교류회를 가짐
08. 23-27 제8차 재일한일공동연수프로그램을 30명이 참가하여 “평화의 섬, 제주! 그 아픔을 만나다”라는 주제로 제주도에서 4·3사건 현장과 해군기지 건설예정지인 강정마을 현장을 순례
11.03 - 11.02 고전읽기, 미디어읽기, 글쓰기, 문화읽기의 주제로 4회에 걸쳐 인문학 강좌를 실시

2011년
07. 04-22 아시아ET를 14명이 참가하여 태국 치앙마이, 라오스 위엥찬과 왕위엔, 루앙프라방, 베트남 하노이, 하롱베이를 다녀옴. 치앙마이에서는 CCA를 방문하여 아시아 에큐메니칼 운동에 대해 이야기 나눔
07. 23 에큐메니칼 청년학생 1차 대화모임을 열고, 매월 1회 대화모임을 열어 에큐메니칼 운동에 대한 배움과 오늘날 청년들의 삶 이야기를 듣고 대화를 나눔

2012년
02. 10-11 에큐메니칼 청년학생 연합수련회 <청춘마당> 총 150여명 참여, 팀빌딩, 주제강연과 찬양집회, 테드형식의 청바지 강연, 기독교사회운동단체가 참여한 주제별워크숍, 떼제기도회 등의 내용
03. 06-12 제9차 재일.한.일 기독청년공동연수프로그램을 센다이와 후쿠시마에서 피재지 봉사활동 및 원전관련 필드워크를 진행
04. 01 제37-1차 중앙위원회 개최. 루터회청년연합회 가입
06. 24-07. 07 아시아ET 두 번째이야기가 8명이 참가하여 캄보디아(씨앰립, 프놈펜)와 베트남(호치민)를 다녀옴

2013년
08. 26-31 제10차 재일.한.일 기독청년공동연수프로그램을 강화도에서 “그리스도는 우리를 하나 되게 하신다. : 분단의 현실에서 생명과 평화를!!” 주제로 역사유적지 탐방과 분단에 관한 워크숍 진행
10. 28-11. -08 WCC 제10차 총회가 부산에서 개최되어 청년사전대회, 마당(전시 및 워크숍) 진행

2014년
02. 27 WCC 제10차 부산총회 청년보고대회 “보고하라 2013 WCC부산총회” 30여명 참석한 가운데 진행함.
05. 29-31 제11차 재일.한.일 기독청년공동연수프로그램 운영위원회가 일본 오사카에서 진행
07. 02-04 국내 E.T. 전북, 7명이 참가하여 동학농민혁명 120돌을 맞아하여 전북 동학농민혁명 유적지를 다녀옴
08. 14-16 8.15 한반도 평화통일 남북공동기도회가 평양 봉수교회에서 진행, 청년대표로 한세욱 총무 참석

2015년
03. 02-06 제11차 재일한일공동연수프로그램을 일본 오사카에서 “해방과 평화를 원하는 그리스도교인으로서, 아픔을 마주하과, 함께 살아가자.”라는 주제로 일본 내에서의 소수자 차별(가마가사키 노숙인 및 일용직, 재일교포)에 관한 강의와 현장 방문
04.02-05.29 제1기 기독청년통일아카데미를 교회협 화해통일위원회와 협력하여 진행
05. 18-26 CCA 14차 총회가 인도네시아 자카르타에서 개최되어 청년총대 및 스튜어드 파송.(총대:강진아(기청), 유후선(장청), 하성웅(감청), 조성훈(NCCK) 스튜어드:함지혜(감청))

2016년
06 .20-07.18 제1기 기독청년노동아카데미 ‘우리 시대, 알바고!’ 진행
08. 22-26 제12차 재일한일공동연수프로그램을 부산에서 “기독교인으로서 평화의 순례자 되기” 주제로 탈핵, 역사, 평화, 전쟁에 관련된 현장 방문 및 워크숍 진행
09.26 종교개혁 500주년 기념 “청년이 말한다! 교회를 향한 30개조 반박문” 발표
010. 24-11.05 독일ET‘청출어람’ 종교개혁과 통일 주제로 9명이 참가

2017년
03.18 기독청년자조금융 “데나리온BANK” 창립총회
03.15~04.26 사회선교학교 진행
11.04 종교청년 의식 설문조사 진행, 백서 “한국교회, 청년이 떠나고 있다.” 발간
11.19~20. 제66회 NCCK총회 청년사전대회 개최, “에큐메니칼과 청년” 주제로 40여명이 참석하여 강의와 워크숍, NCCK총회 참관 진행

## 최근 주요 활동
- 2017년 3월 CBS와 협력해 청년에게 담보 소액 대출을 해주는 '데나리온 뱅크'를 설립[3]
- 지역교회 섬김, 사회와 소외된 이웃을 위해 기도, 그리고 개인주의에서 탈피해 주님 안에서 하나의 공동체를 이루는 작업[4]
- 기독청년의식조사[5]
- 교회개혁의 선언문 발표[6]
- 연합활동[7]
- 에큐메니컬 트레킹[8]
- 민주화운동과 KBS시청료거부운동
- 생명살림학교강좌[9]

## 총회 및 역대임원
| 회기 | 년도 | 총회일시 | 총회장소             | 회 장        | 총 무              |
| 1    | 1976 |          |                      | 황주석       | -                  |
| 2    | 1977 |          |                      | 전노진       | 송유성(장청)       |
| 3    | 1978 |          |                      | 송진섭(장청) | -                  |
| 4    | 1979 |          |                      | 김정택(감청) | -                  |
| 5    | 1980 |          |                      | 김정택(감청) | 류태선(장청)       |
| 6    | 1981 | 2.19-21  | 성미카엘신학원       | 김윤환(장청) | 이영우(장청)       |
| 7    | 1982 |          |                      | 김영진(기청) | 김철기(감청)       |
| 8    | 1983 | 2.21-23  | 불광동 수양관        | 류태선(장청) | 권진관(성공회)     |
| 9    | 1984 |          |                      | 류태선(장청) | 권진관(성공회)     |
| 10   | 1985 | 2.22-23  | 한국교회백주년기념관 | 이석환(기청) | -                  |
| 11   | 1986 | 2.24-26  | 한국교회백주년기념관 | 최인규(기청) | 박준철(중앙위의장) |
| 12   | 1987 | 2.26-28  | 선교교육원           | 박준철(장청) | 황인하(중앙위의장) |
| 13   | 1988 | 2.26-27  | 구세군사관학교       | 고상호(기청) | 황인하(중앙위의장) |
| 14   | 1989 | 2.22-23  | 주민교회             | 윤광기(장청) | 정해동(기청)       |
| 임시 | 1989 | 6.22-23  | 대전 목원대학교      | 이 승(감청)  | 박종호(감청)       |
| 15   | 1990 | 2.20-22  | 한남대학교 대학교회  | 이강철(장청) | 박종호(감청)       |
| 16   | 1991 | 2.20-21  | 청주 명암교회        | 손성모(장청) | 백찬홍(감청)       |
| 17   | 1992 | 2.24-25  | 서울 복음교회        | 박승렬(기청) | 백찬홍(감청)       |
| 18   | 1993 | 2.23-24  | 전주 금암교회        | 곽경전(감청) | 황찬호(기청)       |
| 19   | 1994 | 2.16-17  | 대전 제일감리교회    | 김진삼(장청) | 박병설(기청)       |
| 20   | 1995 | 2.24-25  | 부산 대청동교회      | 박창수(기청) | 박병설(기청)       |
| 21   | 1996 | 2.23-24  | 서울 연동교회        | 오태수(감청) | 서보혁(기청)       |
| 22   | 1997 | 2.28-3.1 | 전주 전성교회        | 박재현(장청) | 이정석(기청)       |
| 23   | 1998 | 2.20-21  | 대전 한밭교회        | 이감철(장청) | 이정석(기청)       |
| 24   | 1999 | 2.28-3.1 | 한국교회백주년기념관 | 김정수(감청) | 문성순(장청)       |
| 25   | 2000 | 2.25     | 성남 둔전교회        | 김진회(기청) | 문성순(장청)       |
| 26   | 2001 | 2.23     | 전주 전성교회        | 오승호(장청) | 문성순(장청)       |
| 27   | 2002 | 2.3      | 대전 빈들감리교회    | 이현락(감청) | 문성순(장청)       |
| 28   | 2003 | 2.7      | 서울제일교회         | 박숙희(기청) | 이두희(감청)       |
| 29   | 2004 | 2.8      | 아현감리교회         | 김진홍(장청) | 이두희(감청)       |
| 30   | 2005 | 2.27     | 서울 신양교회        | 윤석민(기청) | 이두희(감청)       |
| 31   | 2006 | 2.12     | 성남 주민교회        | 윤석민(기청) | 이두희(감청)       |
| 32   | 2007 | 2.11     | 서울 청파감리교회    | 이정원(장청) | 강서구(기청)       |
| 33   | 2008 | 2.17     | 서울 안동교회        | 정태욱(기청) | 강서구(기청)       |
| 34   | 2009 | 2.8      | 구세군 아현영문      | 안현아(감청) | 이선애(장청)       |
| 35   | 2010 | 2.28     | 서울제일교회         | 박상진(장청) | 이선애(장청)       |
| 36   | 2011 | 3.20     | 서울 내안감리교회    | 김성수(기청) | 설윤석(장청)       |
| 37   | 2012 | 2.17     | 서울 화평교회        | 이현숙(감청) | 설윤석(장청)       |
| 38   | 2013 | 2.24     | 서울 도봉루터교회    | 박요한(장청) | 설윤석(장청)       |
| 39   | 2014 | 2.23     | 서울 월곡교회        | 조성훈(루청) | 한세욱(기청)       |
| 40   | 2015 | 3.15     | 서울 감리회 본부     | 이석길(기청) | 한세욱(기청)       |
| 41   | 2016 | 2.28     | 서울 연동교회        | 김철형(기청) | 남기평(감청)       |
| 42   | 2017 | 2.26     | 서울 중앙루터교회    | 박은진(감청) | 남기평(감청)       |
| 43   | 2018 | 2.25     | 서울제일교회         | 김민오(장청) | 남기평(감청)       |

## 같이 보기
- 한국기독교교회협의회